# Montgomery (Illinois)
Montgomery es una villa ubicada en los condados de Kane y Kendall, en el estado estadounidense de Illinois. En el censo de 2010 tenía una población de 18,438 habitantes. Tiene una población estimada, en 2019, de 19,213 habitantes.

## Geografía
Montgomery se encuentra ubicada en las coordenadas 41°43′16″N 88°21′31″O / 41.72111, -88.35861. Según la Oficina del Censo de los Estados Unidos, Montgomery tiene una superficie total de 24.64 km², de la cual 24.19 km² corresponden a tierra firme y (1.81%) 0.45 km² es agua.

## Demografía
Según el censo de 2010, había 18438 personas residiendo en Montgomery. La densidad de población era de 748,34 hab./km². De los 18438 habitantes, Montgomery estaba compuesto por el 75.32% blancos, el 8.35% eran afroamericanos, el 0.37% eran amerindios, el 3.19% eran asiáticos, el 0.03% eran isleños del Pacífico, el 9.37% eran de otras razas y el 3.37% pertenecían a dos o más razas. Del total de la población el 26.7% eran hispanos o latinos de cualquier raza.